# Parte fraccionaria
Todo número real x puede escribirse en la forma n+r donde n es la parte entera de x, y r es un número real no negativo menor que 1, denominado la parte fraccionaria o parte fraccional de x.
Si x es un número positivo escrito en notación decimal, entonces la parte fraccionaria corresponde a los dígitos que aparecen después del dígito decimal, pero esta equivalencia no es válida para los números negativos.
De forma más precisa, se define la parte fraccionaria de un número real x como:

{\displaystyle \{x\}=x-\lfloor x\rfloor }

donde {\displaystyle \lfloor \ \rfloor } representa la función piso. En ocasiones también se usa la notación {\displaystyle \langle x\rangle } o {\displaystyle x\,{\bmod {\,}}1} para representar a la parte fraccionaria.

## Ejemplos
- Si {\displaystyle x=3.14}, entonces la parte fraccionaria de x es: {\displaystyle \{3.14\}=3.14-\lfloor 3.14\rfloor =3.14-3=0.14}.

- Si {\displaystyle x=8}, entonces la parte fraccionaria de x es: {\displaystyle \{8\}=8-\lfloor 8\rfloor =8-8=0}.

- Si {\displaystyle x=-8.21}, entonces la parte fraccionaria de x es: {\displaystyle \{-8.21\}=-8.21-\lfloor -8.21\rfloor =-8.21-(-9)=0.79}.

## Propiedades
Al estar definida en términos de la función piso, la parte fraccionaria comparte muchas propiedades semejantes.
- {\displaystyle \{x+n\}=\{x\}\,} para cualquier número entero n.
- {\displaystyle {\Big \{}\{x\}{\Big \}}=\{x\}} (idempotencia).
- {\displaystyle \{-x\}=1-\{x\}} si x no es entero, {\displaystyle \{n\}=0} para cualquier entero n.
- {\displaystyle \{x\}} es una función discontinua por partes e inferiormente semicontinua.

La función piso es periódica y posee una expansión en serie de Fourier alrededor de valores no enteros:
- {\displaystyle \{x\}={\frac {1}{2}}-{\frac {1}{\pi }}\sum _{k=1}^{\infty }{\frac {\sin(2\pi kx)}{k}}} si x no es un número entero.

## Definición alternativa
No existe un consenso absoluto sobre la forma en que se debe definir la parte fraccionaria para números negativos, aunque la definición dada en este artículo es la de mayor uso en la comunidad matemática.
Una forma alternativa de definir la parte fraccionaria es usar una regla distinta dependiendo si el argumento es positivo o negativo:

{\displaystyle \{x\}={\begin{cases}x-\lfloor x\rfloor &{\mbox{ si }}x\geq 0\\x-\lceil x\rceil &{\mbox{ si }}x<0\\\end{cases}}}

donde {\displaystyle \lceil x\rceil } representa la función techo. 
Con esta definición, la parte fraccionaria de -8.21 sería  {\displaystyle \{-8.21\}=-0.21} (obsérvese que tampoco es igual al número obtenido al tomar únicamente las cifras después del punto decimal, en este caso, 0.21).
Una de las ventajas de la definición alternativa es que la fórmula {\displaystyle x=\operatorname {int} (x)+\operatorname {frac} (x)} es válida, aunque otras propiedades útiles como {\displaystyle \{x+n\}=\{x\}} dejan de ser válidas.